# 马扎尔弗尔德
马扎尔弗尔德（匈牙利語：Magyarföld）是匈牙利佐洛州所辖的一个村，总面积8.89平方公里，总人口31，人口密度3.5人/平方公里（2010年1月1日）。